# Kanton Vassy
Kanton Vassy (fr. Canton de Vassy) byl francouzský kanton v departementu Calvados v regionu Dolní Normandie. Skládal se ze 14 obcí, zrušen byl v roce 2015.

## Obce kantonu
- Bernières-le-Patry
- Burcy
- Chênedollé
- Le Désert
- Estry
- Montchamp
- Pierres
- Presles
- La Rocque
- Rully
- Saint-Charles-de-Percy
- Le Theil-Bocage
- Vassy
- Viessoix